# Кордиант
«Кордиант» — производитель шин. Полное наименование — Акционерное общество «Кордиант». Корпоративный центр находится в Москве. Предприятия компании выпускают легковые шины, шины для легких коммерческих автомобилей, шины для грузовых автомобилей, в модельном ряду которых представлены как цельнометаллокордные шины, так и грузовые комбинированные шины.
Доля компании на российском рынке по данным на 2016 год в сегменте легковых шин составляет 8,7%, на рынке грузовых ЦМК шин — 19,9%.

## История
ООО «СИБУР — Русские шины» было создано 2 сентября 2002 года для сбыта продукции шинных предприятий ОАО «АК Сибур».
Весной 2005 года компания начала производство легковых шин под брендом «Cordiant» и грузовых шин под брендом «Tyrex».
2006—2008 год — консолидация шинной отрасли: ОАО «ЯШЗ», ОАО «Омскшина», ОАО «Волтайр-Пром», ООО «Уралшина», СП «Матадор-Омскшина» объединены в один холдинг под управлением ОАО «Сибур — русские шины».
4 июня 2009 года компания создала собственный научно-технический центр «Интайр». В состав научно-технического центра входят лаборатории по химическому анализу, физическим испытаниям, измерению шума и вибрации, а также испытательный комплекс для тестирования шин на дорожных условиях. Результаты исследований и разработок центра используются при производстве шин для автомобилей, грузовиков, автобусов, мотоциклов и других транспортных средств.
В конце декабря 2011 года «Сибур» перестал контролировать ОАО «СИБУР — Русские шины», продав акции общества менеджменту компании.
В начале 2012 года ОАО «Сибур — Русские шины» было переименовано в ОАО «Кордиант».
В 2014 году компания запустила производство грузовых ЦМК шин под брендом Cordiant Professional.
Продукция компании поставляется как на внутренний рынок РФ, так и на экспортные рынки (более 50 стран, включая Западную и Восточную Европу, а также США).
В 2016 году шины Cordiant стали лидером на российском рынке в розничной торговле по результатам независимого аудита.
В мае 2023 года 100% акций АО «Кордиант» были проданы Группе S8 Capital.

## Собственники и руководство
75% акций на начало 2012 года принадлежало менеджменту компании.
- Володин, Вадим Михайлович — генеральный директор (с февраля 2017 года).

### Структура
- АО «Омскшина» (г. Омск), год основания — 1942. Предприятие выпускает шины комбинированной конструкции под торговыми марками Omskshina и Tyrex CRG;
- АО «Кордиант» (г. Ярославль), ранее — «Ярославский шинный завод», год основания — 1932. Предприятие выпускает легковые и легкогрузовые шины под торговыми марками Cordiant и Tunga, грузовые ЦМК-шины под торговыми марками Cordiant Professional и Tyrex All Steel;
- АО «Кордиант» в г. Омске («Кордиант-Восток»), год основания — 1995. Предприятие было организовано совместно со словацкой компанией Matador в 1995 году на базе части мощностей Омского шинного завода. В 2007—2011 годах после приобретения контрольного пакета акций словацкой фирмы иностранным партнером стал холдинг Continental AG, который, однако, прекратил участие в совместном предприятии и продал пакет акций совместного предприятия российским акционерам. Предприятие выпускает легковые и легкогрузовые шины под маркой Cordiant;
- ООО Научно-технический центр «Интайр», год основания — 2009. Общество осуществляет научно-исследовательские и опытно-конструкторские работы (НИОКР) в целях создания современных шин;
- ООО «НТЦ Интайр-Нео» (г. Москва), год основания — 2013. Общество осуществляет исследования, разработки и коммерциализацию их результатов;
- ООО "РЦ «Технотайр» (г. Ярославль) год основания — 2011. Общество специализируется на проведении среднего и капитального ремонта тяжелого оборудования для шинной и резинотехнической промышленности, изготовлении запасных частей и приспособлений для оборудования шинных заводов.

### Бренды
- Cordiant — шины для легковых автомобилей[7].
- Cordiant Professional — ЦМК-шины для грузовых автомобилей, автобусов и автомобильной строительной техники[8].

### Логотип
Логотип Cordiant включает название бренда и след от лапки геккона – ящерицы, которая умеет перемещаться по стенам и потолкам. Это символизирует цепкость производимых шин. Кроме геккона, Cordiant рекламирует продукцию, используя образы акулы и барса. Это символизирует естественное сцепление шин с мокрыми и заснеженными дорогами.

### СМИ о компании
- Продажи шин в России: подведены итоги 2016 года
- «Кордианту» закон писан
- «Кордиант» увеличил долю на рынке шин в России
- «Кордиант» вложит в развитие омского шинного производства более 1,5 млрд рублей